# Oluf Munk
Oluf Munk, död 1569, var en dansk ädling. Han var son till Mogens Olufsen Munk, brorson till Iver Munk samt farbror till Peder och Ludvig Munk.
Munk utsågs 1531 till farbroderns efterträdare som biskop i Ribe och fick 1533 säte och stämma i riksrådet. Han fängslades liksom övriga biskopar 1536 och måste före frigivningen lova att äkta en holsteinsk adelsdam av släkten Rantzau. År 1542 blev han ånyo riksråd och samlade efter hand genom sina förläningar stor förmögenhet, men var ständigt invecklad i processer och var illa omtyckt på grund av sin girighet. 